# لوئیجی فالکونه
لوئیجی فالکونه (انگلیسی: Luigi Falcone؛ زادهٔ ۲۶ مهٔ ۱۹۹۲) بازیکن فوتبال اهل ایتالیا است.
از باشگاه‌هایی که در آن بازی کرده‌است می‌توان به باشگاه فوتبال لچه، باشگاه فوتبال ویرتوس لانچانو، باشگاه فوتبال کاتانیا، و باشگاه فوتبال وارزه اشاره کرد.
وی همچنین در تیم‌های ملی فوتبال زیر ۱۷ سال ایتالیا، زیر ۱۸ سال ایتالیا، و زیر ۲۰ سال ایتالیا بازی کرده‌است.